# Galatasaray Istanbul/Saison 1959
Die Saison 1959 von Galatasaray Istanbul war die 51. Saison in der Vereinsgeschichte und die 1. Saison in der türkischen Liga, der Millî Lig. Der Klub beendete die Saison auf dem 2. Platz.

## Personalien

### Kader
| Nat.       | Name               | Geburtsdatum | im Verein seit | vorheriger Verein   |
| Torhüter   | Torhüter           | Torhüter     | Torhüter       | Torhüter            |
| ---------- | ------------------ | ------------ | -------------- | ------------------- |
| Turkei     | Yüksel Alkan       | 9. Nov. 1936 | 1954           | MKE Ankaragücü      |
| Turkei     | Turgay Şeren       | 15. Mai 1932 | 1949           | eigene Jugend       |
| Abwehr     |                    |              |                |                     |
| Turkei     | Dursun Ali Baran   | 1. Jan. 1936 | 1958           | eigene Jugend       |
| Turkei     | Ahmet Karlıklı     | 1. Jan. 1930 | 1957           | Adalet SK           |
| Turkei     | İsmail Kurt        | 1. Jan. 1934 | 1956           | Fatih Karagümrük SK |
| Turkei     | Uğur Öztürkmen     | 1. Jan. 1939 | 1959           | nicht bekannt       |
| Turkei     | Saim Tayşengil     | 1. Jan. 1932 | 1955           | Beykozspor          |
| Mittelfeld |                    |              |                |                     |
| Turkei     | Ünal Atay          | 1. Jan. 1935 | 1956           | Istanbulspor        |
| Turkei     | Ergun Ercins       | 1. Jan. 1935 | 1954           | Eskişehir Şekerspor |
| Turkei     | Suat Mamat         | 8. Nov. 1930 | 1952           | Ankara Demirspor    |
| Turkei     | Coşkun Özarı       | 4. Jan. 1931 | 1953           | eigene Jugend       |
| Angriff    |                    |              |                |                     |
| Turkei     | İsfendiyar Açıksöz | 1. Jan. 1929 | 1946           | eigene Jugend       |
| Turkei     | Ertan Adatepe      | 1. Jan. 1938 | 1958           | MKE Ankaragücü      |
| Turkei     | Nuri Asan          | 1. Jan. 1940 | 1958           | eigene Jugend       |
| Turkei     | Mete Basmacı       | 1. Jan. 1939 | 1958           | Adalet SK           |
| Turkei     | Salim Cavunt       | 1. Jan. 1926 | 1958           | Adalet SK           |
| Turkei     | Zühtü Merter       | 1. Jan. 1934 | 1958           | Kasımpaşa Istanbul  |
| Turkei     | Metin Oktay        | 2. Feb. 1936 | 1955           | Izmirspor           |
| Turkei     | Cengiz Özyalçın    | 1. Jan. 1939 | 1958           | Vefa Istanbul       |

## Saison
Alle Ergebnisse aus Sicht von Galatasaray Istanbul.
Die Tabelle listet alle Millî-Lig-Spiele des Vereins der Saison 1959 auf. Siege sind grün, Unentschieden gelb und Niederlagen rot markiert.

### Millî Lig
| ST | Datum            | Gegner                | Ort                        | Ergebnis  | Tor(e) für Galatasaray Istanbul                                                                 |
| -- | ---------------- | --------------------- | -------------------------- | --------- | ----------------------------------------------------------------------------------------------- |
| 01 | 21. Februar 1959 | Ankara Demirspor      | Ankara 19 Mayıs Stadı      | 2:0 (1:0) | 1:0 Oktay (19.), 2:0 Oktay (84.)                                                                |
| 02 | 22. Februar 1959 | Gençlerbirliği Ankara | Ankara 19 Mayıs Stadı      | 0:0       | keine                                                                                           |
| 03 | 28. Februar 1959 | Karşıyaka SK          | Mithatpaşa Stadı, Istanbul | 1:1 (1:0) | 1:0 Karlıklı (15.)                                                                              |
| 04 | 1. März 1959     | Göztepe Izmir         | Mithatpaşa Stadı, Istanbul | 0:0       | keine                                                                                           |
| 05 | 11. März 1959    | Vefa Istanbul         | Mithatpaşa Stadı, Istanbul | 0:0       | keine                                                                                           |
| 06 | 15. März 1959    | Adalet SK             | Mithatpaşa Stadı, Istanbul | 2:1 (2:0) | 1:0 Oktay (5.), 2:0 Adatepe (8.)                                                                |
| 07 | 21. März 1959    | Karşıyaka SK          | Alsancak Stadı, Izmir      | 1:0 (1:0) | 1:0 Oktay (15.)                                                                                 |
| 08 | 22. März 1959    | Göztepe Izmir         | Alsancak Stadı, Izmir      | 5:0 (2:0) | 1:0 Oktay (13.), 2:0 Özarı (38.), 3:0 Oktay (49.), 4:0 Özyalçın (54.), 5:0 Oktay (60. Elfmeter) |
| 09 | 25. März 1959    | Fatih Karagümrük SK   | Mithatpaşa Stadı, Istanbul | 1:0 (1:0) | 1:0 Özyalçın (39.)                                                                              |
| 10 | 11. April 1959   | Ankara Demirspor      | Mithatpaşa Stadı, Istanbul | 1:2 (1:1) | 1:0 Mamat (35.)                                                                                 |
| 11 | 12. April 1959   | Gençlerbirliği Ankara | Mithatpaşa Stadı, Istanbul | 0:0       | keine                                                                                           |
| 12 | 29. April 1959   | Adalet SK             | Mithatpaşa Stadı, Istanbul | 1:0 (1:0) | 1:0 Oktay (8.)                                                                                  |
| 13 | 16. Mai 1959     | Fatih Karagümrük SK   | Mithatpaşa Stadı, Istanbul | 3:2 (3:1) | 1:0 Özyalçın (1.), 2:0 Oktay (3.), 3:0 Merter (34.)                                             |
| 14 | 6. Juni 1959     | Vefa Istanbul         | Mithatpaşa Stadı, Istanbul | 1:1 (0:0) | 1:1 Oktay (54.)                                                                                 |

#### Meisterschafts-Finale
Hinspiel
| Paarung              | Galatasaray Istanbul – Fenerbahçe Istanbul |
| Ergebnis             | 1:0 (1:0) |
| Datum                | 10. Juni 1959 um 16:00 Uhr |
| Stadion              | Mithatpaşa-Stadion, Istanbul |
| Zuschauer            | 18.016 |
| Schiedsrichter       | Markovic ( Jugoslawien) |
| Tore                 | 1:0 Metin Oktay (39.) |
| Galatasaray Istanbul | Turgay Şeren – Saim Tayşengil, İsmail Kurt, Ahmet Karlıklı, Ergun Ercins – Nuri Asan, İsfendiyar Açıksöz, Suat Mamat, Metin Oktay – Dursun Ali Baran – Mete Basmacı Cheftrainer: George Dick ( England)  |
| Fenerbahçe Istanbul  | Özcan Arkoç – Osman Göktan, Basri Dirimlili, Avni Kalkavan, Naci Erdem – Niyazi Tamakan, Mustafa Güven, Can Bartu, Şeref Has – Lefter Küçükandonyadis, Yüksel Gündüz Cheftrainer: Ignác Molnár ( Ungarn) |

Rückspiel
| Paarung              | Fenerbahçe Istanbul – Galatasaray Istanbul |
| Ergebnis             | 4:0 (2:0) |
| Datum                | 14. Juni 1959 um 16:00 Uhr |
| Stadion              | Mithatpaşa-Stadion, Istanbul |
| Zuschauer            | 26.553 |
| Schiedsrichter       | Francesco Liverani ( Italien) |
| Tore                 | 1:0 Yüksel Gündüz (9.) 2:0 Naci Erdem (44.) 3:0 Mustafa Güven (68.) 4:0 Şeref Has (71.) |
| Fenerbahçe Istanbul  | Özcan Arkoç – Osman Göktan, Basri Dirimlili, Avni Kalkavan, Naci Erdem – Niyazi Tamakan (44. Mustafa Güven), Seracettin Kırklar, Can Bartu, Şeref Has – Lefter Küçükandonyadis, Yüksel Gündüz Cheftrainer: Ignác Molnár ( Ungarn) |
| Galatasaray Istanbul | Yüksel Alkan – Saim Tayşengil, İsmail Kurt, Ahmet Karlıklı, Ergun Ercins – Nuri Asan, İsfendiyar Açıksöz, Suat Mamat, Metin Oktay – Dursun Ali Baran (42. Cengiz Özyalçın) – Mete Basmacı Cheftrainer: George Dick ( England)     |

## Statistiken

### Teamstatistik
| Wettbewerb | Punkte | daheim | daheim | daheim | daheim | daheim | auswärts | auswärts | auswärts | auswärts | auswärts | Gesamt | Gesamt | Gesamt | Gesamt | Gesamt | Tordifferenz |
| Wettbewerb | Punkte | Sp     | G      | U      | N      | TV     | Sp       | G        | U        | N        | TV       | Sp     | G      | U      | N      | TV     | Tordifferenz |
| ---------- | ------ | ------ | ------ | ------ | ------ | ------ | -------- | -------- | -------- | -------- | -------- | ------ | ------ | ------ | ------ | ------ | ------------ |
| Millî Lig  | 20     | 7      | 2      | 4      | 1      | 6:5    | 7        | 5        | 2        | 0        | 12:2     | 14     | 7      | 6      | 1      | 18:7   | +11          |
| Gesamt     | 20     | 7      | 2      | 4      | 1      | 6:5    | 7        | 5        | 2        | 0        | 12:2     | 14     | 7      | 6      | 1      | 18:7   | +11          |

### Saisonverlauf
| Spieltag | 1 | 2 | 3 | 4 | 5 | 6 | 7 | 8 | 9 | 10 | 11 | 12 | 13 | 14 |
| -------- | - | - | - | - | - | - | - | - | - | -- | -- | -- | -- | -- |
| Spielort | A | A | H | H | A | H | A | A | H | H  | H  | A  | A  | H  |
| Resultat | S | U | U | U | U | S | S | S | S | N  | U  | S  | S  | U  |
| Platz    | 1 | 1 | 1 | 1 | 1 | 1 | 1 | 1 | 1 | 1  | 1  | 1  | 1  | 1  |

Quelle: https://www.transfermarkt.de/galatasaray/spielplan/verein/141/plus/0?saison_id=1958
Legende: Spielort: H = Heim; A = Auswärts. Resultat: S = Sieg; U = Unentschieden; N = Niederlage

### Spielerstatistiken
| İsfendiyar Açıksöz | 15 | 0  |  |  |
| Ertan Adatepe      | 2  | 1  |  |  |
| Yüksel Alkan       | 10 | 0  |  |  |
| Nuri Asan          | 12 | 0  |  |  |
| Ünal Atay          | 1  | 0  |  |  |
| Dursun Ali Baran   | 9  | 0  |  |  |
| Mete Basmacı       | 13 | 0  |  |  |
| Salim Cavunt       | 2  | 0  |  |  |
| Ergun Ercins       | 16 | 0  |  |  |
| Ahmet Karlıklı     | 16 | 1  |  |  |
| İsmail Kurt        | 12 | 0  |  |  |
| Suat Mamat         | 15 | 1  |  |  |
| Zühtü Merter       | 2  | 1  |  |  |
| Metin Oktay        | 15 | 11 |  |  |
| Coşkun Özarı       | 10 | 1  |  |  |
| Uğur Öztürkmen     | 1  | 0  |  |  |
| Cengiz Özyalçın    | 12 | 3  |  |  |
| Turgay Şeren       | 6  | 0  |  |  |
| Saim Tayşengil     | 16 | 0  |  |  |